# Guánica
Guánica é uma municipalidade de Porto Rico.